# Rosses Point
Rosses Point (Iers: An Ros), is een plaats in het Ierse graafschap County Sligo. De plaats telt 744 inwoners.